# Juan Esteban Ortiz
Juan Esteban Ortiz (Medellín, Antioquia, Colombia; 29 de agosto de 1987) es un Exfutbolista colombiano. Jugaba de mediocampista defensivo, su último equipo fue Estudiantes de Mérida.
Su apodo es de Ganizita, para diferenciarse de Ganiza, Carlos Ortiz, su hermano.
Su primo Andrés Felipe Ortiz, también fue jugador profesional.

## Trayectoria

### Medellín
Juan Esteban Ortiz, es volante de recuperación. Debutó en 2006 con Independiente Medellín donde sumó 125 partidos como profesional y marcó cinco goles. Inicio su carrera futbolística en Independiente Medellín entre 2006 y 2010, año en el cual se marcha para finiquitar su llegada a Millonarios F.C en 2011.

### Millonarios
Llegó al equipo Millonarios bajo la recomendación directa de Javier Álvarez, quien lo hizo debutar en el cuadro de la montaña.
Tras su participación el torneo Apertura de la Categoría Primera A de 2011, fue destacado como el mejor jugador del semestre, Ortiz se llevó las palmas de los integrantes del equipo Millonarios que unánimemente lo proclamaron como el mejor en la cancha y obviamente, la mejor contratación hecha por la institución embajadora para ese año. Ortiz demostró tesón y enjundia dentro del terreno de juego, incluso en aquellos encuentros donde tuvo que batirse solo para recuperar en la mitad de la cancha. Jugó la mayoría de partidos de la Liga Postobon en ese primer semestre y solo estuvo ausente en la fecha 8 frente a Real Cartagena por acumulación de tarjetas y anotó un gol en la fecha 9 frente a Independiente Santa Fe en la victoria 2-0 del azul en el clásico capitalino. En el segundo semestre fue titular del equipo que se consagró Campeón de la Copa Colombia 2011, frente al Boyacá Chicó.
Este jugador con raíces en la comuna 13 de Medellín, fue parte fundamental del medio campo que consagró campeón luego de 24 años al club Millonarios en Colombia. Alternó en la titularidad en la primera línea del mediocampo, en recuperación de balones y participando en la generación de fútbol ya atque del onceno embajador quien lo vio convertir dos de los goles más espectaculares de la campaña. El primero frente al Junior en la fase de todos contra todos, marcando desde fuera del área con un disparo que se clavó en la esquina superior e izquierda del guardameta uruguayo Viera. Más adelante y por la Copa Sudamericana, definió con toque sutil a media altura y al palo izquierdo del arco sur de El Campín un centro rasante desde la lateral occidental enviado por Wilberto Cosme y que había visto en su trayecto como Wason Rentería amagó a recibir solo para dejar entre sus piernas, como un pase sin tocar el esférico, marcando el gol que inició la remontada frente al Palmeiras de Brasil por los octavos de final del torneo continental (ida 1-3, vuelta 3-0, global 4-3 para Millonarios).
El Ganizita participó en la serie final versus el DIM durante el segundo tiempo del partido de vuelta, en un partido que tuvo a su primo defendiendo los colores del Medellín, sustituyendo a Yhonny Ramírez quien dejó el campo por lesión. En la serie de penales que definió el campeonato, anotó 1 de los 5 cobros que dieron el título a Millonarios.

### Atlético Huila
Tras no tener continuidad en el equipo con el técnico Juan Manuel Lillo y después con la llegada de Ricardo Lunari, "Ganizita" se va a préstamo al Atlético Huila para la temporada 2015.
Su debut en el equipo Huilense se produjo frente a Patriotas FC.

### FC Dallas
El 20 de enero de 2016 es confirmado como refuerzo del FC Dallas a préstamos por un año siendo su primera experiencia internacional.

## Estadísticas
| Independiente Medellín · Colombia                                                                             | 1ª                  | 2006/07             | 11  | 0 | —  | — | 1  | 0 | 12  | 0 |
| Independiente Medellín · Colombia                                                                             | 1ª                  | 2008                | 42  | 2 | 8  | 0 | —  | — | 50  | 2 |
| Independiente Medellín · Colombia                                                                             | 1ª                  | 2009                | 34  | 1 | 1  | 0 | 5  | 0 | 40  | 1 |
| Independiente Medellín · Colombia                                                                             | 1ª                  | 2010                | 32  | 2 | 0  | 0 | 6  | 0 | 38  | 2 |
| Independiente Medellín · Colombia                                                                             | Total club          | Total club          | 119 | 5 | 9  | 0 | 12 | 0 | 140 | 5 |
| Millonarios · Colombia                                                                                        | 1ª                  | 2011                | 39  | 1 | 11 | 0 | —  | — | 50  | 1 |
| Millonarios · Colombia                                                                                        | 1ª                  | 2012                | 27  | 1 | 4  | 0 | 7  | 1 | 38  | 2 |
| Millonarios · Colombia                                                                                        | 1ª                  | 2013                | 16  | 0 | 6  | 0 | 5  | 0 | 27  | 0 |
| Millonarios · Colombia                                                                                        | 1ª                  | 2014                | 25  | 0 | 7  | 1 | 0  | 0 | 32  | 1 |
| Millonarios · Colombia                                                                                        | Total club          | Total club          | 107 | 2 | 28 | 1 | 12 | 1 | 147 | 4 |
| Atlético Huila · Colombia                                                                                     | 1ª                  | 2015                | 24  | 0 | 1  | 0 | —  | — | 25  | 0 |
| Atlético Huila · Colombia                                                                                     | Total club          | Total club          | 24  | 0 | 1  | 0 | 0  | 0 | 25  | 0 |
| FC Dallas Estados Unidos                                                                                      | 1ª                  | 2016                | 5   | 0 | 2  | 0 | 3  | 0 | 10  | 0 |
| FC Dallas Estados Unidos                                                                                      | Total club          | Total club          | 5   | 0 | 2  | 0 | 3  | 0 | 10  | 0 |
| Rionegro Águilas · Colombia                                                                                   | 1ª                  | 2017                | 9   | 0 | 3  | 0 | 1  | 0 | 13  | 0 |
| Rionegro Águilas · Colombia                                                                                   | Total club          | Total club          | 9   | 0 | 3  | 0 | 1  | 0 | 13  | 0 |
| Chorrillo · Panamá                                                                                            | 1ª                  | 2017                | 5   | 0 | 0  | 0 | 1  | 0 | 6   | 0 |
| Chorrillo · Panamá                                                                                            | Total club          | Total club          | 5   | 0 | 0  | 0 | 1  | 0 | 6   | 0 |
| Deportes Quindio · Colombia                                                                                   | 2ª                  | 2018                | 10  | 0 | 3  | 0 | —  | — | 13  | 0 |
| Deportes Quindio · Colombia                                                                                   | Total club          | Total club          | 10  | 0 | 3  | 0 | 0  | 0 | 13  | 0 |
| Union Magdalena · Colombia                                                                                    | 1ª                  | 2019                | 4   | 0 | 3  | 0 | —  | — | 7   | 0 |
| Union Magdalena · Colombia                                                                                    | Total club          | Total club          | 4   | 0 | 3  | 0 | 0  | 0 | 7   | 0 |
| Estudiantes de Mérida · Venezuela                                                                             | 1ª                  | 2021                | 20  | 0 | —  | — | —  | — | 20  | 0 |
| Estudiantes de Mérida · Venezuela                                                                             | Total club          | Total club          | 20  | 0 | 0  | 0 | 0  | 0 | 20  | 0 |
| Total en su carrera                                                                                           | Total en su carrera | Total en su carrera | 303 | 7 | 49 | 1 | 29 | 1 | 381 | 9 |
| (1)Incluidos los datos de la Copa Colombia (2)Incluidos los datos de la Copa Libertadores y Copa Sudamericana |                     |                     |     |   |    |   |    |   |     |   |

## Palmarés

### Campeonatos nacionales
| Título                   | Club                   | País           | Año  |
| ------------------------ | ---------------------- | -------------- | ---- |
| Torneo Finalización      | Independiente Medellín | Colombia       | 2009 |
| Copa Colombia            | Millonarios            | Colombia       | 2011 |
| Torneo Finalización      | Millonarios            | Colombia       | 2012 |
| Lamar Hunt U.S. Open Cup | FC Dallas              | Estados Unidos | 2016 |
| MLS Supporters' Shield   | FC Dallas              | Estados Unidos | 2016 |
| LPF Apertura             | Chorrillo F.C.         | Panamá         | 2017 |